# Полежан
Полежан (до 29 юни 1942 г. Мангър тепе, Мангър-тепе) е най-високият гранитен връх (карлинг) в Пирин и четвърти по височина след мраморните първенци Вихрен, Кутело и Бански суходол. Висок е 2850,4 m. Той е първенецът на Полежанското странично било, където се намират още Малък Полежан (2820 m), Газей, Безбог, Каймакчал и Дисилица, както и внушителният ръб Стражите. Старото му име, преди да бъде преименуван през 1942 г., е Мангър тепе, което идва от турската дума мангър, тоест монета. Това е така, защото върхът е покрит с каменни плочи, които подобно на монети се клатят и тракат, когато се върви по тях. Най-близката хижа е Безбог на около 2 ч. път. От Полежан от Полежанското било се отделят две малки странични била – Безбожкото с връх Безбог, което се спуска към Места, и Газейското с връх Газей, което се спуска към долината на Демяница и образува стръмна странична долина, по която върви пътека. Около Полежан се намират двете най-високи езера в Пирин – Горното Полежанско (2710 м), което е най-високо и в България, и Горното Газейско, което е на второ място в Пирин (2642 м). Те обаче не се намират в Полежанския циркус, който отстои на север.